# Andrew Craighan
Andrew Craighan (ur. 18 lipca 1970) – angielski muzyk, kompozytor i gitarzysta. Craighan jest wieloletnim gitarzystą i współzałożycielm grupy muzycznej My Dying Bride. W latach 1989–1990 był gitarzystą zespołu deathmetalowego Abiosis, z którym nagrał jedno demo pt. Noxious Emanation (1990).

## Instrumentarium
- Mayones Regius 6[5]
- Mayones Regius 6 Custom[5]